# Francisco Cervelli
Francisco Cervelli (Valencia, Carabobo, Venezuela, 6 de marzo de 1986) es un beisbolista profesional ítalo-venezolano que juega en la posición de receptor. En la Major League Baseball debutó el 18 de septiembre de 2008 con los Yankees de Nueva York, convirtiéndose en el jugador venezolano N° 234 en ascender a la categoría mayor del béisbol organizado y reconvertido en el año 2009 en grande liga italiano al debutar con la selección mayor de la Nazionale. En la Liga Venezolana de Béisbol Profesional jugó hasta la temporada 2011 - 2012 con Cardenales de Lara. A partir de la temporada 2012-2013 juega con los Navegantes del Magallanes debutando el 7 de noviembre de 2012 en juego contra los Tiburones de la Guaira en el José Bernardo Pérez de Valencia.

## Carrera

### Ligas Menores
Cervelli jugó en la Dominican Summer League de 2003 como bateador ambidiestro, aunque en la mayoría de los juegos tuvo que batear a la derecha.
Después de luchar para ajustarse al béisbol profesional, Cervelli bateó .309 en la temporada clase A de los Staten Island Yankees en 2006. En 2007 juega para los Tampa Yankees donde bateó .280 com un OBP de .387 y dos cuadrangulares. La revista Baseball America lo catalogó como prospecto de los New York Yankees, equipo que lo ingresa en la lista del "róster de los 40", quedando protegido por los Yankees. En 2009 jugó con el equipo Trenton Thunder (Doble A), afiliado a los Yankees.
El 8 de marzo de 2008, Cervelli se fractura la muñeca en un encuentro primaveral contra Tampa Bay Rays, en una jugada controversial entre Cervelli y el infielder Elliot Johnson. Joe Girardi, gerente de los Yankees, dijo "pienso que fue fuera de lugar, es la pretemporada y ya ves gente lastimándose y a Cervelli lesionado". No retornaría al campo hasta junio de 2008.

### Con New York Yankees
Tras finalizar la temporada de ligas menores, Cervelli fue llamado al equipo principal. Debutó el 18 de septiembre de 2008 como reemplazo defensivo. Se fue de 5-0 en su breve tiempo en las mayores.
Volvió a ser convocado el 5 de mayo de 2009 como sustituto del cácher titular Jorge Posada, aun cuando no había jugado en Triple A y sus números en el Trenton Thunder no eran los mejores (.190 de AVE, .266 OBP, .310 slugging). Su primera salida fue el 7 de mayo en sustitución de José Molina. Su primer hit lo dio al día siguiente, contra Baltimore Orioles, y jugó como receptor de C.C. Sabathia. Con el tiempo adquirió la titularidad en la receptoría, recibiendo elogios de sus compañeros. Cervelli fue enviado ese año al equipo Scranton/Wilkes-Barre Yankees (Triple A) cuando José Molina salió de la lista de lesionados, causando gran impresión al mánager Joe Girardi debido a su rendimiento.
Cervelli se destaca por no utilizar guantes de bateo, al igual que Jorge Posada.

### Piratas de Pittsburgh
Fue cambiado por los Yankees a los Piratas de Pittsburgh haciendo su debut en la temporada 2015, cambiando de la Liga Americana a la Liga Nacional.

### Liga Venezolana de Béisbol Profesional
En la temporada del béisbol Venezolano 2007-2008, fue reclutado por el mánager Luis Sojo para jugar con el equipo de los Cardenales de Lara. En diciembre de 2007, durante un juego contra los Navegantes del Magallanes, Cervelli en su turno al bate, recibe un pelotazo en la muñeca derecha, provocándole una fractura cerrada sin desplazamiento. En el siguiente inning (sin percatarse de la lesión) a causa del dolor, abandona el juego y queda fuera de juego durante el resto de la temporada.

### Selección nacional:La Nazionale

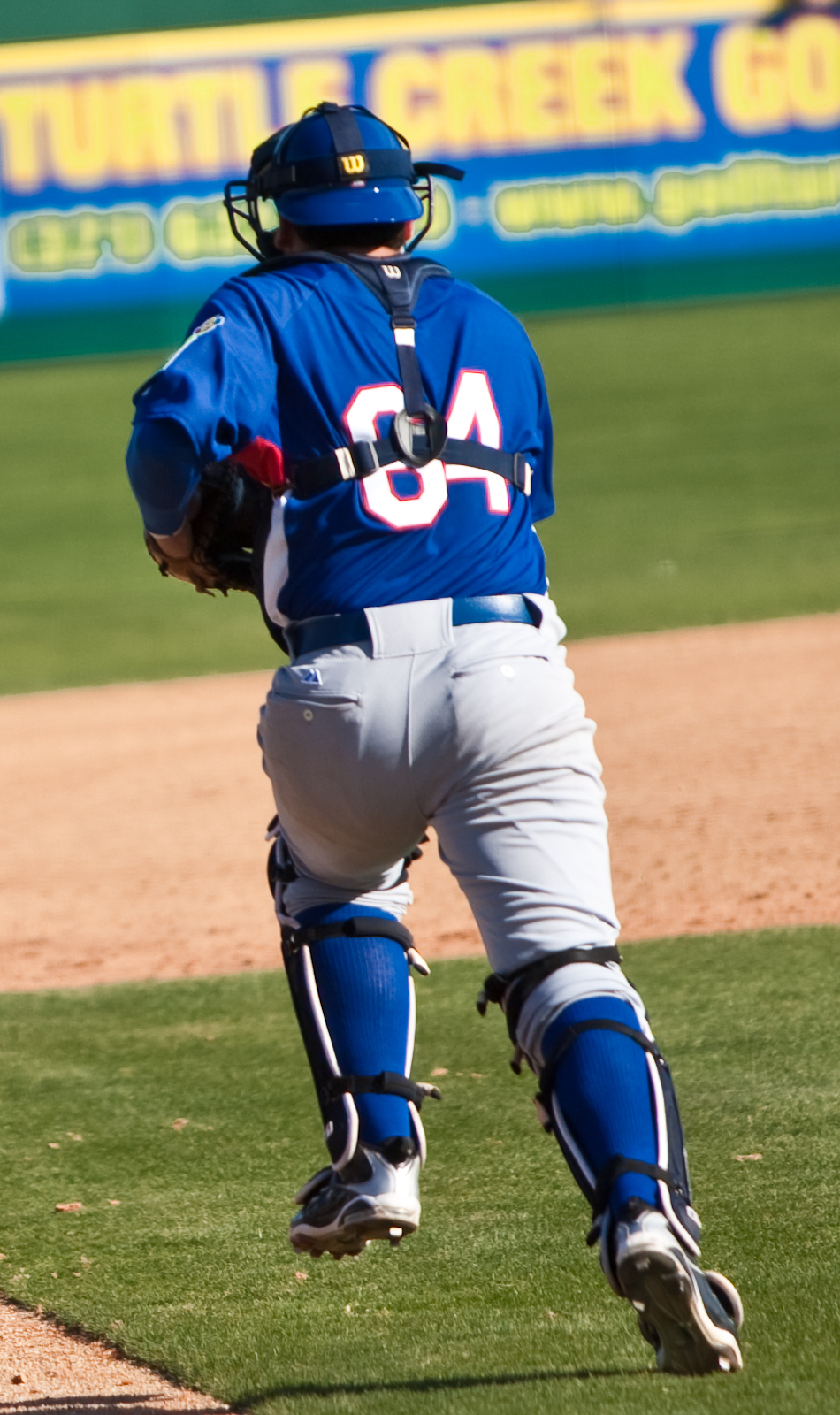
Cervelli con la selección de Italia en el Clásico Mundial de Béisbol 2009

No disputó partidos con las Selecciones menores de Venezuela y/o Italia.
En el Clásico Mundial de Béisbol 2009 fue convocado por la selección de Italia en calidad de receptor titular debutando con la selección mayor Azzuri, aprovechando sus raíces italianas y debido a que el mánager Luis Sojo (VEN) no pudo garantizarle la titularidad en la selección venezolana.
Hace su debut con la Nazionale el 07/03/09 en el 1.er partido del Grupo C del CMB 2009 ante irónicamente La Vinotinto entró al juego como bateador emergente en la apertura del 9.º episodio pero fallaría con elevado al jardín derecho en la derrota de Italia 0 x 7 ante la tierra que lo vio nacer Venezuela.
Su 1.er partido de titular con la Azzurri fue el 09/03/09, en el segundo partido del grupo C del CMB 2009 el rival Canadá se fue de 3-0 con 1 ponche logrando llegar a 1.ª base por medio de 1 Boleto donde Italia lograría la victoria 6 x 2 ante los Canadienses.
Su 1.er Hit con la Selección Italiana fue el 10/03/09 en el 3.er juego del CMB 2009 en el partido de eliminación directa ante nuevamente su raíz Venezuela fue en la alta del 7.º episodio logró batear un sencillo por el jardín central al final cayeron eliminados por los Venezolanos 1 x 10 siendo esta hasta ahora su última actuación con la Selección de Italia.
Para el CMB 2.013 fue pre-convocado por La Nazionale pero este declino participar motivado a que quería ganarse el puesto de receptor titular con los Yankees de Nueva York. 
Por lo tanto al defender los colores de la Selección de Italia se reconvierte en Grande Liga Italiano con raíces Venezolanas y surge la duda si debería ser reconsiderado grande liga Venezolano en el mejor Béisbol del mundo.